# Nazionale maschile di pallanuoto della Serbia e Montenegro
La nazionale di pallanuoto maschile della Serbia e Montenegro è stata la rappresentativa maschile nelle competizioni pallanuotistiche internazionali della confederazione della Serbia e Montenegro.

## Storia
Discendente da una grande tradizione pallanuotistica, questa nazionale è stata attiva per un brevissimo lasso di tempo, precisamente dal febbraio del 2003 a maggio del 2006, ma de facto era la stessa squadra che competeva sotto il nome della Jugoslavia dal 1992, e cioè da quando, dopo lo smembramento della Repubblica Socialista Federale di Jugoslavia, solamente la Serbia e il Montenegro decisero di continuare la via federativa, sotto il nome di Repubblica Federale di Jugoslavia, mentre Bosnia ed Erzegovina, Croazia, Macedonia e Slovenia divennero stati indipendenti. Nel 2003, cambiando la natura dello stato da federazione a confederazione, mutò anche il nome che prese dunque ufficialmente quello di Serbia e Montenegro.
L'erede diretta della nazionale serbo-montenegrina è la Serbia, divenuta stato indipendente nel 2006.
Nei quattro anni in cui è stata attiva ha dominato la scena internazionale conquistando l'argento ai Giochi olimpici, un oro ed un bronzo ai campionati mondiali, il titolo europeo, la Coppa del Mondo e due volte la World League.

## Risultati
Olimpiadi
- 2004  Argento

Mondiali
- 2003  Bronzo
- 2005  Oro

Europei
- 2003  Oro

Coppa del Mondo
- 2006  Oro

World League
- 2003 4º
- 2004  Argento
- 2005  Oro
- 2006  Oro

### Competizioni giovanili
- Universiadi: 1

2005
- Campionato mondiale U20: 2

2003, 2005
- Campionato europeo U19: 2

2004, 2006
- Campionato europeo U18: 2

2003, 2005

## Formazioni

### Olimpiadi
Giochi olimpici - Atene 2004Ćirić · Gojković · Ikodinović · Jelenić · Jokić · Kuljača · Nikić · Šapić · Savić · Šefik · Trbojević · Udovičić · Vujasinović, CT: Nenad Manojlović

### Altro
- Europei - Lubiana 2003 -  Oro:

Nikola Kuljača, Slobodan Nikić, Vanja Udovičić, Dejan Savić, Danilo Ikodinović, Viktor Jelenić, Vladimir Gojković, Aleksandar Ćirić, Aleksandar Šapić, Vladimir Vujasinović, Predrag Jokić, Boris Zloković, Denis Šefik.
- Mondiali - Montreal 2005 -  Oro:

Denis Šefik, Petar Trbojević, Nikola Janović, Vanja Udovičić, Dejan Savić, Danilo Ikodinović, Slobodan Nikić, Vladimir Gojković, Boris Zloković, Aleksandar Šapić, Vladimir Vujasinović, Predrag Jokić, Zdravko Radić.
- Coppa del Mondo - Budapest 2006 -  Oro:

Aleksandar Ćirić, Filip Filipović, Živko Gocić, Vladimir Gojković, Danilo Ikodinović, Nikola Janović, Predrag Jokić, Slobodan Nikić, Duško Pijetlović, Zdravko Radić, Aleksandar Šapić, Dejan Savić, Denis Šefik.